# Narració
Una narració és una forma d'explicar una seqüència o una sèrie d'accions, realitzades per uns personatges, en un lloc determinat al llarg d'un interval de temps determinat, és a dir, es refereix lingüísticament o visualment a una successió de fets.
Tant les accions, com els personatges i el lloc, poden ser reals o imaginaris. Això no afecta el caràcter de la narració, perquè l'objectiu de l'autor de la narració és que el lector s'imagini els successos que s'expliquen.
Mentre que des de la perspectiva semiològica la narració es pot realitzar amb qualsevol classe de signes, la lingüística considera que un text narratiu respon a una classificació basada en l'estructura interna on predominen seqüències narratives. Aquestes seqüències es construeixen mitjançant el signe lingüístic, la qual cosa deixa fora del caràcter narratiu que pogués presentar un quadre o imatges.

## Característiques de la narració literària
Atès que una narració és un encadenament de successos, les relacions sintàctiques fonamentals que es donen són de naturalesa causal i temporal: un fet porta a un altre i, per tant, existeix fluir temporal. En aquest sentit, és freqüent en un relat l'ús de conjuncions o locucions conjuntives que indiquin causa i conseqüència, adverbis i locucions adverbials de temps. També, per la seva utilitat per assenyalar fets que es van sumant uns als altres, és freqüent l'ús de la coordinació copulativa. Quant a la modalitat causal, és lògic el predomini de clàusules asseveratives.
Atès que el fet de fluir temporalment és un aspecte bàsic i caracteritzador d'una narració, les formes verbals exerceixen un paper fonamental. Els temps verbals més usats per narrar són els d'aspecte perfectiu, això és, aquells que presenten l'acció com a acabada. Això és així perquè són els que permeten anar encadenant les diferents accions una després de les altres a mesura que van concloent. El temps verbal més habitual és el pretèrit perfecte simple o indefinit, a més dels diferents temps composts que també són perfectius.
També narra successos extraordinaris o reals, segons l'autor decideixi.
Pel seu significat, abunden necessàriament els verbs de moviment, d'acció i de llengua.

## Elements de la narració
- Personatges: Persona que apareix en la història.
- [2] Accions: Les que realitza cada personatge.
- Temps: El període, llarg o curt, que se li dona a un personatge per realitzar les accions.
- Espai: El lloc on ocorren els fets.
- Narrador: El narrador contempla i compte els fets que succeeixen d'una manera ordenada, i a vegades jutja el que succeeix. En altres ocasions es desconeix qui és el narrador, però es coneix la seva existència.

### Personatges
Els esdeveniments que succeeixen són accions realitzades per personatges. Un personatge és qualsevol entitat que duu a terme accions gràcies a les quals l'argument de la narració pot progressar. Un personatge pot ser tant una persona com un animal o un objecte. Aquestes tres entitats fan que la narració passi d'una situació inicial a una situació final.
Un exemple clar d'una narració en la qual no intervingui cap ésser viu és La lluvia amarilla, de Julio Llamazares.

#### Tipus de personatges
El protagonista és el personatge en el qual recau l'acció narrativa, per tant, l'interès del narrador se centra en el qual fa i el que li succeeix. En la majoria de les narracions el protagonista pretén resoldre problemes que se li presenten. En aquests casos apareix el paper de dolent, és a dir, el personatge que s'oposa al protagonista i a les seves accions, i intenta que no resolgui aquest problema. Els personatges restants que intervenen en la història són els denominats personatges secundaris.
La importància de cada personatge és el sentit que té la participació d'aquest en la història, i cal tenir present la funció que exerceix cadascun, en relació amb el tema de la trama.

#### Caracterització de personatges
Encara que a vegades el personatge estigui basat en una persona real, l'escriptor ho descriu, per la qual cosa gràcies a ell es pot descobrir qui i com és i quins trets ho caracteritzen. Segons això, un personatge també es pot definir com una "creació de l'autor". Seguint aquest procés, existeixen diversos recursos per a la caracterització d'un personatge:
- Descripció: L'autor descriu tant física com psicològicament al personatge per poder retratar-ho i representar-ho. Pot anar tant al començament del text o quan l'acció ja ha començat i el relat avança.
- Acció: Segons el comportament i les reaccions del personatge, es pot donar una idea de com és.
- Diàleg: Segons la conversa del personatge, es pot tenir una noció de les idees d'aquest i de les seves intencions, és a dir, els trets característics de cada personatge ve definit per les seves paraules.

### Acció narrativa
Es diu història a la sèrie d'esdeveniments relacionats entre si que s'han succeït en un ordre determinat. Clarament una història es pot explicar de formes molt diverses, per la qual cosa dona lloc a narracions, ordres i estructures diferents. L'estructura de l'acció narrativa és la manera en la qual en un relat s'han organitzat els esdeveniments que constitueixen la història.
En un relat l'acció està constituïda per capítols, que a mesura que la narració sigui més llarga, els capítols seran més extensos també.

#### Estructura de l'acció narrativa
L'estructura dels capítols es presenten depenent de l'ordre que els doni l'autor seguint el sentit del text. Sempre es distingeix una situació inicial i una situació final, i els successos que li ocorren als personatges és la causa de passar d'una situació a una altra. A aquest esquema li correspon, l'estructura plantejament-nus-desenllaci.
- Plantejament: S'explica qui són els personatges, on i quan transcorre la història i quin és el problema que els afecta.
- Nus: Es desenvolupa el problema que afecta els personatges, narrant totes les accions que realitzen els protagonistes per resoldre aquest problema. En els relats llargs és la part més extensa, i està format per múltiples capítols.
- Desenllaç: Es narra el resultat final, en altres paraules, si el personatge resol finalment aquest problema.

No tots els textos narratius s'ajusten a aquesta estructura, sinó que en alguns casos no existeix tal presentació de personatges, i el relat, en aquest cas, comença directament en la meitat de la trama, la qual cosa es denomina in medias res. En altres casos comença directament per la situació final, per explicar després què és el que ha portat a aquest desenllaç, la qual cosa es denomina in extrema res. L'autor també pot preferir per no explicar el desenllaç de la trama, la qual cosa es denomina final obert, quan causa al lector una imaginació de com acabaria l'assumpte.

### Temps narratiu
Les accions que realitzen els personatges succeeixen una darrere d'una altra, i formen així una successió. Per analitzar el temps narratiu cal tenir present el temps de la història i el temps del discurs o temps de la narració.

#### Temps de la història
Amb freqüència el narrador indica l'època concreta, però en altres casos no la indica, i el lector pot deduir-li per l'aparença dels personatges, per exemple. També el narrador pot no indicar cap referència cap a l'època, perquè el relat tingui una validesa universal.
El temps de la història també comprèn la cronologia dels esdeveniments.

#### Temps del discurs
Segons l'ordre de la narració, existeix una narració lineal, la qual s'explica en l'ordre en el qual van succeir els esdeveniments.
Mitjançant diferents tècniques el narrador pot alternar aquest ordre, com succeeix amb in media res, quan la història comença per la meitat, i amb in extrema res, quan comença pel final. En altres casos s'insereix la retrospecció o flashback, quan s'expliquen fets que van succeir en el passat, l'anticipació, que és el mateix cas sol que els fets succeeixen més tard, i la simultaneïtat, quan ocorren al mateix temps.
Mitjançant altres tècniques els narradors fan ús del ritme. El ritme es diferencia en un ritme ràpid, quan els esdeveniments transcorren en un espai curt de temps, i el narrador pot incloure salts en el temps o deixa d'explicar els fets, ja que no els considera importants, i en un ritme lent, quan els esdeveniments, que tenen una durada curta, el narrador allarga l'espai de temps i fa ús llavors de detalls tant en les descripcions com en les reflexions i explicacions.

#### Velocitat i relació entre temps
Es refereix a la relació entre el temps de la història i el temps del relat. Aquesta relació pot ser d'igualtat o no. El temps de la història (TH) fa referència al que s'explica i el temps del relat (TR) al com s'explica. Analitzant l'àmbit literari, Genette estableix la següent classificació:
- Escena: relació d'igualtat. Col·loquialment es diu "temps real". Existeix una sincronia perfecta entre tots dos temps. TH=TR.
- El·lipsi: es dona quan hi ha una part del relat que no s'explica i sol coincidir amb un canvi d'escena. Per a un temps de la història x, el temps del relat és 0. TH=TR=0.
- Sumari: es tracta d'una acceleració del relat, una compressió dels esdeveniments de la història en el nivell del relat. Això produeix que el temps de la història sigui major que el temps del relat. Sovint es planteja com una transició entre seqüències. TH<TR.
- Pausa: per a un temps de la història 0, el temps del relat és x. No hi ha res a explicar de la història però sí del relat. Sovint s'empra per fer descripcions. TR<TH.

### Espai narratiu
L'espai està constituït per les referències que fa el narrador al lloc on transcorren els fets de la història. Cal tenir en compte que existeixen molts relats on l'acció transcorre en un espai únic i, en altres relats, l'acció transcorre en llocs diferents. També alguns dels espais poden estar definits per escasses descripcions, solament apareixen nomenats i, en altres ocasions, poden aparèixer ben definits, dotats amb descripcions, com succeeix en l'obra Industrias y andanzas de Alfanhuí, de Rafael Sánchez Ferlosio. En aquests casos quan l'espai està descrit apareix el terme d'ambient.

### Narrador
L'emissor d'un text narratiu rep, d'acord amb la funció que realitza, una denominació especial: la de narrador. No obstant això, la raó de la mateixa estreba en la necessitat de preveure que en alguns textos narratius l'emissor i el narrador no coincideixen, o dit amb altres paraules, no són la mateixa persona. Tal situació es dona, com és evident, en els textos narratius literaris. El que ocorre en les novel·les i en els contes és que la història que s'explica ha estat inventada (o, almenys, així es presenta); atès que això és així, no és possible que l'emissor (l'autor real) hagi pogut ser testimoni d'aquesta. Per tant, s'entén que qui narra no és ell, sinó un narrador indeterminat també inventat per aquest autor. Partint d'aquesta consideració, que ens porta a utilitzar sempre aquesta denominació de narrador, cal analitzar un altre factor que també depèn del narrador: la perspectiva o punt de vista que adopta per explicar la història.

#### Funció del narrador
Un narrador és la persona que escriu contes, novel·les, etc., en altres paraules, un narrador és un "escriptor de relats". Definint-ho d'una altra manera, un narrador és l'element estructural de la narració, que contempla els fets narrats.
Autor i narrador no és el mateix. És l'autor qui decideix qui és el narrador, i quines característiques tindrà. Aquestes característiques constitueixen el denominat punt de vista de la narració.

#### Participació del narrador
Sense haver participat en els fets, el narrador pot conèixer-los, i pot ser també un dels personatges que intervenen en la història. El personatge que funciona com a narrador es denomina narrador intern, i l'autor construeix el relat fingint que la història el compte un dels personatges.
En la majoria de les ocasions el narrador intern coincideix amb el protagonista. En aquest cas predominen les formes verbals i els pronoms en primera persona. Els relats d'aquest tipus es denominen narració en primera persona. Amb menys freqüència el narrador no coincideix amb el protagonista, sinó amb un personatge secundari, la qual cosa es denomina com a narrador testimoni.
D'altra banda, un narrador extern coneix els fets que succeeixen i els personatges que intervenen, però no participa en la història, sinó que el compte "des de fora". Per aquesta raó no es referencia a si mateix. Els relats d'aquest tipus es denominen narració en tercera persona.

#### Coneixement del narrador
Depenent del grau de coneixement del narrador, existeixen dos tipus:
- Narrador omniscient: Coneix els aspectes i detalls dels personatges, dels seus pensaments, les seves intencions, la seva història, etc. Normalment es compara amb una sèrie de divinitat que sap tot i que es desplaça per la seva pròpia voluntat en temps i lloc.
- Narrador objectivista: Coneix el que els personatges diuen i fan, i no coneix els seus pensaments, els seus sentiments ni el perquè de les seves actuacions.

#### Temps del narrador
El més habitual és que el narrador expliqui històries que han succeït en el passat, a aquestes es diuen narracions en passat. Quan els esdeveniments estan succeint en aquest precís instant en el qual el narrador narra els fets, rep el nom de narracions en present. El menys habitual són les narracions en futur, quan el narrador narra els fets que encara no han esdevingut.

#### Opinió del narrador
Quan el narrador no decideix si les accions que realitzen els personatges són bones o dolentes, el narrador és objectiu. Quan el narrador intervé en el relat i valora els fets que realitzen els personatges, donant una opinió, el narrador és subjectiu. Gràcies a la subjectivitat aconsegueix dirigir la interpretació del lector en un sentit.

## Text narratiu
És un tipus de text que narra o conta una sèrie de fets reals o producte de la imaginació en el qual explica una història i té final. Es caracteritza per recrear la forma de pensar i sentir dels personatges, descriure llocs o espais on ocorren les accions centrals del relat, i construir una trama o argument que enllaça els fets que van ocorrent. En els textos narratius es pot reconèixer una organització dels esdeveniments a partir d'un inici, un nus o conflicte i un final o desenllaç de la història.

### Comprensió dels textos narratius
- Comprensió intratextual. Es refereix a la compressió de les relacions de significat que succeeixen a l'interior del text.
- Compressió intertextual. Es refereix a la comprensió que posa en diàleg un text amb uns altres, amb l'objectiu de crear connexions i relacions de sentit entre ells.

## Estructuració de la narració
Una narració presenta sempre, com a mínim, la qual cosa es denomina un actor o persona completament normal, que és aquell element que experimenta els successos o fets referits en ella. En l'estudi de les narracions s'ha aplicat el terme actant, que amplia la noció de personatge. Aquest personatge pot o no, ser també narrador de la història.
Aquesta estructura no és necessàriament identificable en altres subgèneres narratius com el relat o la novel·la o en el microrelat.
Narrar implica que els fets referits estiguin relacionats, encadenats, i que es vagin succeint de forma més o menys lògica. El fonamental és que la successió dels fets vingui determinada per un principi de causalitat, això és, que tot el narrat tingui un abans del que provingui i un després al que es dirigeixi.

### Reproducció de la veu dels personatges
A part de narrar els successos que constitueixen la història, en una narració pot ser necessari la reproducció de les paraules o pensaments d'aquells éssers (normalment, persones) que els protagonitzen. El narrador, a aquest efecte, disposa de dues maneres o estils de reproduir la veu dels personatges de la història: l'estil directe i l'estil indirecte.
- L'estil directe és el que es manifesta quan la veu dels personatges es reprodueix de forma literal, això és, quan les seves paraules o pensaments es reprodueixen tal qual van ser dites o pensades, sense canviar, afegir o llevar gens. Lingüísticament, aquests fragments apareixen dominats per la primera persona. Gràficament, l'estil directe apareix assenyalat per l'ús d'un guió que introdueix la veu del personatge o per l'acotació entre cometes d'aquesta.
- L'estil indirecte, per la seva banda, és el que utilitza el narrador quan amb les seves pròpies paraules ens reprodueixen la veu dels personatges, això és, quan, d'una manera o una altra, ens resumeix les seves paraules o pensaments. L'estil indirecte implica sempre, d'una banda, l'existència d'una selecció de la informació per part del narrador (només reproduirà el que a ell li sembli convenient) i, per un altre, la falta dels matisos emocionals i expressius del personatge. Lingüísticament, aquests fragments estaran dominats per la tercera persona, mentre que no són una altra cosa sinó narracions del que pensen o diuen els personatges. L'estil indirecte admet gradacions quant al grau de fidelitat respecte de la veu del personatge; en aquest sentit, se sol distingir entre l'estil indirecte pròpiament dit i l'anomenat estil indirecte lliure, que és una forma intermèdia entre el directe i l'indirecte. En aquesta variant, d'una banda, és el narrador qui porta amb les seves pròpies paraules la reproducció de la veu del personatge, però, per un altre, ho fa introduint pel mig expressions (exclamacions, interrogacions, lèxic particular...) que se suposa reprodueixen directament el que s'ha dit o pensat pel personatge; òbviament, l'estil indirecte lliure resulta més fidel al personatge que l'estil indirecte a seques.

### Personatges plans i rodons
- Personatges plans: Són creats a partir d'una idea, qualitat o defecte, no evolucionen al llarg de la narració, és a dir, no canvien o varien al llarg de la història. Són éssers simples i típics. El lector ja els coneix i sap com actuaran. No poden sorprendre-ho.
- Personatges rodons: Són aquells que no encarnen una qualitat o un defecte. Es defineixen per la seva profunditat psicològica i perquè mostren en el transcurs de la narració les múltiples cares de la seva ser. El lector no els coneix per endavant, per la qual cosa no sap com actuaran. Evolucionen, canvien; podent sorprendre el lector amb el seu comportament. Tenen com les persones, qualitats i defectes.

## Manipulació del temps de la història
El narrador, entre les seves funcions, té també la de decidir en quin ordre i amb quin ritme narrarà la història.

### Ordre de la història
El primer que es pot constatar és que el discurs narratiu està replet d'anacronies, això és, discordances entre l'ordre de successió en la història i ordre de successió en el relat. Tota narració ofereix una anacronia d'ordre general, ja que la linealidat del llenguatge obliga a un ordre successiu per a fets que potser són simultanis. Però tota narració ofereix, al seu torn, multitud d'anacronies particulars o de detall.
El mecanisme que amb més freqüència s'usa és el de la retrospecció o analepsis; és al que al cinema es denomina flashback, això és, una mirada cap enrere. Es comença a explicar una història i, en un determinat moment, es deté la narració per explicar coses que van ocórrer en el passat. Un mecanisme menys utilitzat seria el contrari, la prospecció o prolepsis, això és, el fet d'avançar esdeveniments del futur.

### Ritme de la història
Al moment d'explicar una història, el narrador té també la possibilitat de fer-ho detenint-se més o menys en els esdeveniments. La sensació de major minuciositat ve produïda per l'ús de dos tipus de textos: la descripció (perquè el temps està detingut) i la digressió del autor (els comentaris del narrador).
Per la seva banda, la sensació de rapidesa prové de l'ús del resum (explicar en poques línies el que succeeix en molt temps) i l'el·lipsi (eliminar fragments de la història). Com a forma intermèdia, estaria el diàleg, en reproduir les paraules dels personatges, amb el qual el temps narratiu s'ajusta al temps real: la seva lectura dura el que en teoria duraria aquest diàleg en la realitat.

## Subgèneres
Alguns dels subgèneres de la narrativa, ordenats de més breus a més extensos són el microrelat, el conte i relat, la nouvelle o novel·la curta i la novel·la.
Aquesta enumeració és molt general i amb un objectiu merament informatiu. Hi ha molts textos narratius i fins i tot poètics, escrits a les zones grises entre aquests gèneres.
Molts autors, per exemple, no consideren a la nouvelle com un gènere, sinó com un cas especial de novel·la. És important aclarir que la longitud no és l'única cosa que determina les característiques dels subgèneres de la narrativa. El microrelat, per la seva característica de síntesi extrema, en molts casos voreja el límit amb la prosa poètica